# Filipik Bardan
Filipik Bardan (grč. Φιλιππικός Βαρδάνης, Philippikos Bardanes) (?, Armenija, ? - ?, poslije 713.), bizantski car od 711. do 713. godine. Bio je armenskog porijekla iz okolice Pergama, rođen u obitelji patricija Nikefora. Njegovu vladavinu obilježio je sukob s papinstvom i neuspjeh u obrani Carstva od Arapa i Bugara.
Car Tiberije III. Apsimar proganao ga je na jonski otok Kefaloniju zbog njegovih pretenzija na carsko prijestolje. Međutim, 711. godine pozvao ga je Tiberijev suparnik Justinijan II. Rinotmet (705. – 711.) i poslao ga u Herson na Krimu da uguši pobunu. Umjesto toga, Bardan se sporazumio s pobunjenicima koji su ga proglasili carem, nakon čega je uzeo grčko ime Filipik. Po dolasku u Carigrad, ubio je Justinijana II. i nmjegovu obitelj te preuzeo prijestolje.
Bardan je bio zagovornik monotelitizma zbog čega se sukobio s carigradskim patrijarhom Kirom, kojeg je smijenio s dužnosti i imenovao đakona Ivana za novoga patrijarha. To ga je dovelo u sukob s papom Konstantinom I. (708. – 715.) koji g je odbio priznati za novoga cara.
Imao je niz neuspjeha na vanjskopolitičkom planu. Bugari su 712. godine opsjeli Carigrad, a Arapi su 712. – 713. godine zauzeli nekoliko gradova. Godine 713. urotnici su svrgnuli Bardana s vlasti, oslijepili ga i na njegovo mjesto postavili njegovog glavnog tjnika Artemija pod carskim imenom Anastazije II.